# Contea di Zuoyun
La contea di Zuoyun (左云县S) è una contea della Cina, situata nella provincia dello Shanxi e amministrata dalla prefettura di Datong.